# Tudor Giurgiu
Tudor Giurgiu (Cluj-Napoca, Rumania, 1972 ) es un director de cine y guionista rumano. Fue presidente de la Televisión Nacional Rumana (TVR) entre 2005 y 2007. 

## Trayectoria
En su carrera ha dirigido también varios vídeos musicales y documentales. Giurgiu es propietario de Librafilm, una productora independiente y es el fundador y presidente de Rumanian Film Promotion, que organiza el Festival Internacional de Cine de Transilvania.
Love Sick, su primer largometraje, se estrenó en Rumanía en 2006. Parking, de 2019, fue una cinta rodada en España y con varios actores españoles. En 2023 dirigió Libertate.

## Filmografía
- Vecini (cortometraje, 1993)
- Popcorn Story (cortometraje, 2001)
- Enfermos de amor, 2006
- Cenizas y sangre, 2009 (productor)
- De caracoles y hombres (2012)
- ¿Por qué yo? (2015)
- Parking (2019)
- Libertate (2023)